# Carli Lloyd
Denna artikeln är om fotbollsspelaren Carli Lloyd, för volleybollspelaren se Carli Lloyd (volleybollspelare)
Carli Lloyd, född den 16 juli 1982 i Burlington County, New Jersey, är en amerikansk före detta fotbollsspelare som spelade för NJ/NY Gotham FC och USA:s damlandslag.
Vid fotbollsturneringen under OS i  Peking 2008 deltog hon i det amerikanska damlag som tog guld. Hon deltog även i landslaget som vann guld i damernas fotbollsturnering vid OS i London 2012. I finalen av världsmästerskapet i fotboll för damer 2015 som slutade med vinst för USA gjorde hon hat trick på 16 minuter. Efter mästerskapets slut utsåg FIFA Lloyd till turneringens bästa spelare och näst bästa målskytt, hon mottog därför utmärkelserna Guldbollen och Silverskon. Fotbollskanalen tog ut Lloyd i VM 2015:s bästa elva. I mars 2021 utsågs hon till den högst betalda kvinnliga fotbollsspelaren i världen.
Den 5 augusti 2021 gjorde hon två mål i en 4–3 seger mot Australien i bronsmatchen vid sommar OS 2020. Efter OS meddelade Lloyd att hon skulle sluta i landslaget 2021.
I november 2016 gifte sig Lloyd med golfaren Brian Hollins.